# Формуляр (техніка)
Формуля́р у техніці — експлуатаційний документ, що містить відомості, які засвідчують ґарантії виробника, значення основних параметрів і характеристик (властивостей) виробу, відомості, що відображають технічний стан даного виробу, відомості про сертифікацію й утилізування виробу, а також відомості, що їх вносять у період його експлуатування (тривалість і умови роботи, технічне обслуговування, ремонт та інші дані). 
Код документа за міждержавним стандартом ДСТУ ГОСТ 2.601:2006 — ФО.

## Призначення
Документ складають на вироби, в період експлуатації яких необхідно вносити відомості про значення основних параметрів і характеристиках (властивостях) виробу, що відображають технічний стан даного виробу та/або дані про процес експлуатації (тривалість і умови роботи, дані про проведення технічного обслуговування, ремонту тощо).

## Вимоги до структури
Формуляр на виріб містить титульний аркуш, аркуш змісту, правила ведення формулярів і паспортів і, в загальному вигляді, складається з таких розділів:
- загальні вказівки;
- основні відомості про виріб;
- основні технічні дані;
- індивідуальні особливості виробу;
- комплектність;
- ресурси, строки служби та зберігання;
- гарантії виробника (постачальника);
- консервація;
- свідоцтво про пакування;
- свідоцтво про приймання;
- рух виробу при експлуатації;
- облік роботи виробу;
- облік технічного обслуговування;
- облік роботи за бюлетенями і вказівками;
- роботи при експлуатації;
- зберігання;
- ремонт;
- особливі позначки;
- відомості про утилізацію;
- контроль стану виробу та ведення формуляра;
- перелік додатків.

Допускається окремі пункти вилучати або об'єднувати.